# Улица Репина (Чернигов)
Улица Репина (укр. Вулиця Рєпіна) — улица в Деснянском районе города Чернигова. Пролегает от проспекта Михаила Грушевского (улицы 1 Мая) до тупика в направлении улицы Ломоносова.
Нет примыкающих улиц.

## История
Улица проложена в 1950-е годы.
В 1955 году 3-й переулок 1 Мая — по названию улицы 1 Мая от которой пролегает — был преобразован в улицу под современным названием — в честь русского живописца Ильи Ефимовича Репина.

## Застройка
Улица занята усадебной застройкой. Нет парной и непарной стороны: нумерация домов улицы начинается от улицы 1 Мая с южной стороны и до тупика, далее нумерация продолжается по северной стороне и до улицы 1 Мая.
Учреждения: нет